# Pyrethrum djilgense
Pyrethrum djilgense là một loài thực vật có hoa trong họ Cúc. Loài này được (Franch.) Tzvelev miêu tả khoa học đầu tiên năm 1961.